# Elephantomyia aurantia
Elephantomyia aurantia är en tvåvingeart som beskrevs av Enrico Adelelmo Brunetti 1918. Elephantomyia aurantia ingår i släktet Elephantomyia och familjen småharkrankar. Inga underarter finns listade i Catalogue of Life.